# Yerseke Moer

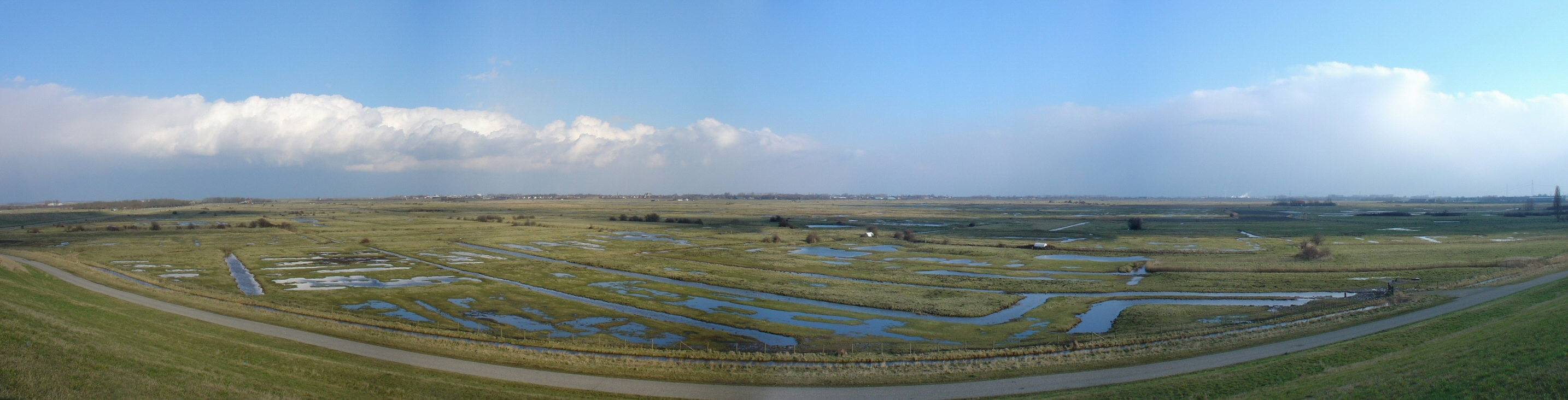
Yerseke Moer

Das Yerseke Moer ist ein Naturschutzgebiet in der Nähe des Dorfes Yerseke in den Niederlanden. Früher war es ein Gebiet von Salzwiesen, das vom Meer überschwemmt wurde. 
In dem Gebiet leben viele Tierarten, zum Beispiel:
- Blässgans
- Seidenreiher
- Säbelschnäbler
- Weißwangengans
- Ringelgans
- Löffler
- Löffelente
- Großer Brachvogel

Auch befinden sich in dem Gebiet verschiedene seltene Pflanzen, zum Beispiel:
- Europäischer Queller
- Bodden-Binse
- Ackerwinde

Koordinaten: 51° 29′ 45″ N, 4° 1′ 0″ O